# 公人 (役職)
公人（くにん）は、中世日本において「公」の要素を有した組織の末端に属した下級職員。

## 朝廷における「公人」
朝廷においては六位以下の官人をその所属する組織名や官司の名称を付けて称した。室町時代から近世にかけて「蔵人方公人」「外記方公人」「官方官人」（弁官）が成立して下級官人はそのいずれかに属するようになった。
他にも記録所や文殿の寄人や采女、更に地方の国衙の職掌人・国掌・雑色などの下級役人を指して「公人」と称した。

## 幕府における「公人」
鎌倉幕府においては政所・侍所・問注所の奉行人・寄人から下級役人まで広い範囲に対して「公人」の語が用いられた。室町幕府においては前者を統括する公人奉行が設置されたが、次第に後者の意味で用いられることが多くなくなった。下級役人としての公人は記録においては姓を記されないなど卑賤な立場に置かれたとされ、雑用の他、所属によっては犯人追捕や検断、拷問などのような仕事も行った。江戸時代の『貞丈雑記』には、公人は朝夕人（ちょうじゃくにん）とともに公事の時に政所において小間使いをする者として紹介され、実際に江戸幕府には「公人朝夕人」と呼ばれる役職が置かれていた。

## 寺院における「公人」
東大寺・興福寺・延暦寺・東寺などの大寺院に属する下級職員（中綱・小綱・専当・勾当・堂童子・仕丁・職掌）などを総称して公人と称した。鎌倉時代以後、荘園における年貢・公事の徴収や未進譴責、検断そのたの雑役に従事した。彼らは寺院の周辺に居住して座的な集団を形成し、仲間内で血縁関係を結びながらその地位を保持した。所属する寺院から給免田の措置を受けていたが、実際には検断料・使者料などの名目で与えられる各種下行物が収入の主たる部分を占めた。東大寺・興福寺・延暦寺などでは規模・役割ともに低下させつつも江戸時代まで存在した。